# Le jour attendra
Pour plus de détails, voir Fiche technique et Distribution.
Le jour attendra est un thriller franco-belge réalisé par Edgar Marie et sorti en 2013.

## Synopsis
Victor et Milan sont obligés de faire équipe pour faire face à leur passé.

## Fiche technique
- Titre : Le jour attendra
- Réalisation et scénario : Edgar Marie
- Musique : Guillaume Robin
- Photographie : Danny Elsen
- Montage : Carlo Rizzo
- Distribution : Le Pacte
- Pays :  France et  Belgique
- Durée : 92 minutes
- Genre : thriller
- Dates de sortie : 24 juillet 2013 ( Belgique et  France)

- Producteurs : Cyril Hauguel, Jean Labadie, Cyril Colbeau-Justin, Jean-Baptiste Dupont et Matthieu Guillot
  - Producteur exécutif : David Giordano
  - Coproducteurs : Serge de Poucques, Sylvain Goldberg, Adrian Politowski et Gilles Waterkeyn
  - Producteur associé : Jeremy Zag et David Botvinik
- Sociétés de production : Extérieur Jour, LGM Productions, Le Pacte, Nexus Factory, Univergroup et uFilm, en association avec Cofinova 7

## Distribution
- Jacques Gamblin : Victor
- Olivier Marchal : Milan
- Carlo Brandt : Serki
- Reda Kateb : Wilfried
- Igor Skreblin : Etienne
- Francis Renaud : José
- Anne Charrier : Sarah
- James Kazama : le chef japonais
- Laure Marsac : Coralie
- Sophie Meister : Alex

## Bande originale
| No  | Titre                   | Auteur              | Durée |
| --- | ----------------------- | ------------------- | ----- |
| 1.  | Down the Road           | C2C                 |       |
| 2.  | A New Error             | Moderat             |       |
| 3.  | I Fell Space            | Lindstrøm           |       |
| 4.  | Brother                 | Stuck in the Sound  |       |
| 5.  | Second Lives            | Vitalic             |       |
| 6.  | State of Grace          | Swayzak             |       |
| 7.  | Dies Irae               | Something A La Mode |       |
| 8.  | On a Train              | Yuksek              |       |
| 9.  | Circles                 | Apparat             |       |
| 10. | Sergen                  | Spitzer             |       |
| 11. | Tracey's Interlude      | Something A La Mode |       |
| 12. | Fucking Friend part two | Something A La Mode |       |

## Réception
Le film reçoit des critiques globalement négatives. Pour TéléCinéObs : « Tout est factice dans ce règlement de comptes racoleur qui se veut branché. Tout sonne faux, des décors de pacotille aux dialogues truffés de mots d’auteur pathétiques. »